# Liste des classements musicaux
 (décembre 2018).
Si vous disposez d'ouvrages ou d'articles de référence ou si vous connaissez des sites web de qualité traitant du thème abordé ici, merci de compléter l'article en donnant les références utiles à sa vérifiabilité et en les liant à la section « Notes et références ».
Cette page dresse la liste des classements musicaux.
| Pays             | Classements                                                  | Nombre de titres | Thème                                         | Organisme                     | Diffusion |
| ---------------- | ------------------------------------------------------------ | ---------------- | --------------------------------------------- | ----------------------------- | --- |
| Australie        | ARIA Charts                                                  |                  |                                               |                               | |
| Autriche         | Ö3 Austria Top 40                                            | 40               |                                               |                               | |
| Argentine        | Argentina Top 40                                             | 40               |                                               |                               | |
| Allemagne        | Deutsche Alternative Charts                                  |                  |                                               |                               | |
| Allemagne        | Media Control Charts                                         |                  |                                               |                               | |
| Belgique         | Ultratop                                                     |                  |                                               |                               | |
| Belgique         | MNM 50                                                       | 50               |                                               |                               | |
| Canada           | CHUM Chart                                                   |                  |                                               |                               | |
| Canada           | CT-20                                                        | 20               |                                               |                               | |
| Canada           | Canadian Albums Chart                                        |                  |                                               |                               | |
| Canada           | Canadian Hit 30 Countdown                                    | 30               |                                               |                               | |
| Canada           | Canadian Hot 100                                             | 100              |                                               |                               | |
| Canada           | Canadian Singles Chart                                       |                  |                                               |                               | |
| Canada           | The R3-30                                                    | 30               |                                               |                               | |
| Espagne          | Promusicae (Album, Singles, Download, Airplay et DVD charts) |                  |                                               |                               | |
| États-Unis       | Alternative Songs                                            |                  |                                               |                               | |
| États-Unis       | American Country Countdown                                   |                  |                                               |                               | |
| États-Unis       | Billboard                                                    |                  |                                               |                               | |
| États-Unis       | Billboard 200                                                | 200              |                                               |                               | |
| États-Unis       | Billboard Hot 100                                            | 100              |                                               |                               | |
| États-Unis       | Cash Box                                                     |                  |                                               |                               | De 1950 à 1996. |
| États-Unis       | Chart-topper                                                 |                  |                                               |                               | |
| États-Unis       | Hawaiian Island Charts                                       |                  |                                               |                               | |
| États-Unis       | Hot Country Songs                                            |                  | Country                                       |                               | |
| États-Unis       | Mainstream Rock Tracks chart                                 |                  | Rock                                          |                               | |
| États-Unis       | Top 40 Mainstream                                            | 40               |                                               |                               | |
| Europe           | EURO 200 (European Union singles chart)                      | 200              |                                               |                               | |
| Finlande         | Finland Singles Chart                                        |                  |                                               |                               | |
| Finlande         | Mitä hittiä                                                  |                  |                                               |                               | |
| Finlande         | YLE Top40                                                    | 40               |                                               |                               | |
| France           | Hit-parade du CIDD                                           |                  |                                               |                               | |
| France           | SNEP                                                         |                  |                                               |                               | |
| France           | Top 50                                                       | 50               |                                               |                               | |
| France           | Euro Hot 30                                                  | 30               | Titres internationaux                         | NRJ                           | Diffusions à l'antenne le dimanche ou sur le site Internet, selon les époques. |
| France           | Hit des Clubs DJ Buzz.                                       |                  | Diffusion en discothèque                      | NRJ et DJ Buzz                | |
| France           | NRJ Hit List                                                 | 10               | Téléchargement sur l'iTunes Store             | NRJ avec iTunes               | Diffusé le samedi puis programmé le dimanche. Depuis septembre 2011, à la suite du retour de l'Euro Hot 30, la NRJ Hit list n'est plus diffusée. Cependant, le Top 10 reste consultable sur le site Internet de la radio. |
| France           | Euro Dance 25.                                               | 25               | Dance                                         | Fun Radio diffusé par Mico    | Dimanche |
| France           | Fun Club 40,.                                                | 40               |                                               | Fun Radio                     | Samedi |
| France           | Funlist.                                                     | 10               | Votés par les auditeurs                       | Fun Radio                     | Quotidien |
| France           | Hit Skyrock                                                  | 25               | Rap et R'n'B votés par les auditeurs          | Skyrock                       | |
| France           | Hit US                                                       | 11               | Ventes de singles Rap et R'n'B aux États-Unis | Skyrock                       | Dimanche |
| France           | Hit 10/ Hit 30                                               | 10 / 30          | Classement de clips                           | Trace Urban                   | |
| France           | Hit US                                                       | 13               | Clips de rap et R&B US                        | Trace Urban                   | |
| France           | Djouba                                                       | 30               | Clips d'Afrique                               | Trace Urban et Trace Africa   | Toutes les deux semaines |
| France           | Stream Hit                                                   | 10               | Ecoute sur streaming                          | Trace Urban                   | Samedi |
| France           | StreamHit                                                    | 10               | Ecoute sur Spotify                            | Trace Urban                   | Samedi |
| France           | Top Club                                                     | 15               | Popularité en discothèque                     | CStar                         | |
| France           | Top D17                                                      | 15               | Clips                                         | CStar                         | |
| France           | Top France                                                   | 15               | Clips français                                | CStar                         | |
| France           | Top Hip-Hop                                                  | 15               | Clips hip-hop, rap et r'n'b                   | CStar                         | |
| France           | Top Rock                                                     | 15               | Clips pop et rock                             | CStar                         | |
| France           | Top Streaming                                                |                  | Ecoute en streaming                           | CStar, SNEP et SCPP           | Hebdomadaire |
| France           | Top Albums                                                   |                  | Ventes                                        | CStar et SNEP                 | |
| France           | Le Hit W9                                                    |                  | Téléchargements Spotify                       | W9 présenté par Karima Charni | |
| France           | L'Hebdo de la Musique                                        | 10               | Clips français                                | W9                            | Anciennement le Hit Talent puis Talent W9 |
| Grèce            | Greek IFPI Singles and Albums Charts                         |                  |                                               |                               | |
| Hongrie          | MahaszCharts                                                 |                  |                                               |                               | |
| Indonésie        | Indonesia LIMA Top 50 Charts                                 | 50               |                                               |                               | |
| Irlande          | Irish Albums Chart                                           |                  |                                               |                               | |
| Irlande          | Irish Singles Chart                                          |                  |                                               |                               | |
| Italie           | FIMI Singles Chart                                           |                  |                                               |                               | |
| Italie           | Musica & Dischi                                              |                  |                                               |                               | |
| Japon            | Japan Hot 100 singles                                        | 100              |                                               |                               | |
| Japon            | Music Labo                                                   |                  |                                               |                               | |
| Japon            | Music Research                                               |                  |                                               |                               | |
| Japon            | Oricon                                                       |                  |                                               |                               | |
| Japon            | Planet chart                                                 |                  |                                               |                               | |
| Japon            | Soundscan                                                    |                  |                                               |                               | |
| Lettonie         | Latvian Singles Chart                                        |                  |                                               |                               | |
| Lituanie         | Lithuanian Singles Chart                                     |                  |                                               |                               | |
| Mexique          | Amprofon (Album charts)                                      |                  |                                               |                               | |
| Nouvelle-Zélande | Recording Industry Association of New Zealand                |                  |                                               |                               | |
| Pays-Bas         | Nederlandse Top 40                                           | 40               |                                               |                               | |
| Pays-Bas         | Mega Top 30                                                  | 30               |                                               |                               | |
| Pays-Bas         | Single Top 100                                               | 100              |                                               |                               | |
| Norvège          | Norsktoppen                                                  |                  |                                               |                               | |
| Norvège          | VG-lista                                                     |                  |                                               |                               | |
| Pologne          | Polish National Top 50                                       | 50               |                                               |                               | |
| Portugal         | HitList Portugal                                             |                  |                                               |                               | |
| Portugal         | Top Oficial da AFP                                           |                  |                                               |                               | |
| Roumanie         | Romanian Top 100                                             | 100              |                                               |                               | |
| Royaume-Uni      | Music Video Chart                                            |                  |                                               |                               | |
| Royaume-Uni      | The Official Charts Company                                  |                  |                                               |                               | |
| Royaume-Uni      | UK Albums Chart                                              |                  |                                               |                               | |
| Royaume-Uni      | UK DVD Chart                                                 |                  |                                               |                               | |
| Royaume-Uni      | UK Dance Chart                                               |                  |                                               |                               | |
| Royaume-Uni      | UK Download Chart                                            |                  |                                               |                               | |
| Royaume-Uni      | UK Indie Chart                                               |                  | Indie                                         |                               | |
| Royaume-Uni      | UK R&B Chart                                                 |                  | R&B                                           |                               | |
| Royaume-Uni      | UK Rock Chart                                                |                  | Rock                                          |                               | |
| Royaume-Uni      | UK Singles Chart                                             |                  |                                               |                               | |
| Russie           | Russian Albums Chart                                         |                  |                                               |                               | |
| Russie           | Russian Singles Chart                                        |                  |                                               |                               | |
| Suède            | Svensktoppen                                                 |                  |                                               |                               | |
| Suède            | Sverigetopplistan                                            |                  |                                               |                               | |
| Suède            | Swedishcharts                                                |                  |                                               |                               | |
| Suisse           | Schweizer Hitparade                                          |                  |                                               |                               | |